# یواس‌اس پینتادو (اس‌اس‌ان-۶۷۲)
یواس‌اس پینتادو (اس‌اس‌ان-۶۷۲) (به انگلیسی: USS Pintado (SSN-672)) یک زیردریایی بود که طول آن ۲۹۲ فوت ۳ اینچ (۸۹٫۰۸ متر) بود. این زیردریایی در سال ۱۹۶۹ ساخته شد.